# Карагие
Карагие́, также Батыр (каз. Қарақия ойпаты, Батыр) — впадина на полуострове Мангышлак близ восточного побережья Каспийского моря, примерно в 50 км от города Актау. Самая глубокая сухая впадина в Казахстане и одна из наиболее глубоких в Азии (132 м ниже уровня моря).

## Название
Название впадины связывают с тюркским каракия, где кара — «черный», а кия — «крутой косогор», что весьма точно отражает характер этой крутосклонной впадины. По другой версии название в переводе означает «чёрная пасть».
Второе название впадины — Батыр — берёт начало от тюркского родоплеменного наименования батыр (в переводе «воин»).

## Характеристика
Впадина имеет очертания неправильного овала с фестончатыми выступами, вытянутого на юго-восток. Длина впадины составляет 85 км, ширина — до 25 км.
Образование впадины связывают с процессом выщелачивания солёных пород, с просадочными и карстовыми процессами, имевшими место на побережье Каспийского моря. В основе карста лежит размывающая и растворяющая деятельность подземных природных вод. Подземная вода, просачиваясь к низам трещин, имеющимся в известняках, доломитах и гипсах, постепенно растворяла горные породы, расширяла эти трещины, разрабатывала глубокие и узкие пропасти. Стены и ложе таких углублений, расширяясь, создавали огромные воронки и пещеры. По мере расширения пещер их потолки и стены обрушивались под тяжестью вышележащих слоев. Этот процесс непрерывно повторялся и был направлен в глубь земли, где ещё залегали соленосные и известковистые породы. В результате образовались огромные пустоты, которые заполнялись измельчённой породой; возникали воронки, слепые долины, ниши и гроты, ложбины, полости, ходы, естественные колодцы. Процессы эти не прекратились и ныне: о продолжающихся рельефообразующих процессах во впадине свидетельствуют обрывы и уступы, расчленённые широкими и глубокими ущельями, оврагами и балками.
На дне впадины находится озеро Батыр, уровень воды и площадь которого весьма изменчивы. Когда озеро пересыхает, дно впадины становится покрыто солончаками.

## Проекты затопления впадины
«Днища прикаспийских впадин в Южном Мангышлаке расположены ниже уровня Каспийского моря». Это, по мнению советских учёных 30-тых годов, позволяет пропускать каспийскую воду в сухие котловины и тем самым создавать её перепад, что обеспечит получение дешёвой электроэнергии. Предполагалось построить ГЭС мощностью в 35 МВт. Впадина Карагие, таким образом, стала бы вторым Кара-Богаз-Голом.
В XXI веке в Казахстане планируют свой проект затопления соседней небольшой впадины Ащысор в целях создать новую рекреационную зону, а также глубоководный порт с нефтеналивными причалами, железнодорожными и рыболовными терминалами. Третья стадия проекта «Инфраструктурно-рекреационного комплекса Мангыстау (Инжу-Маржан)» предполагает заполнение Карагие с созданием 70-метрового водопада и ГЭС. Экологи отмечают, что Карагие и Караколь относятся к особо охраняемым природным территориям и могут пострадать, также может измениться уровень всего Каспия, существуют риски заиления порта и того, что мирабилит из засоленного водоёма будет разноситься ветрами.